# Economía de la ciencia
La economía de la ciencia busca entender el impacto de la ciencia en el avance de la tecnología, para explicar el comportamiento de los científicos, y para entender la eficiencia o ineficiencia de las instituciones científicas. La importancia de la economía de la ciencia es debida sustancialmente a que la ciencia es el principal motor de la tecnología y la tecnología uno de los principales motores del crecimiento y la productividad.  Creyendo que la ciencia importa, los economistas han intentado entender el comportamiento de los científicos y las operaciones de instituciones científicas.

## La economía como ciencia[2]
Las dos características que sobresalen de la economía como ciencia son la objetividad y la aplicación del método científico; las ciencias sociales estudian al hombre y los fenómenos que este genera en su contexto social, aspectos para los que aplica la economía confirmándose así que la economía es una ciencia social, sin embargo, esto no significa que no pueda relacionarse con otros tipos de ciencias como será demostrado a continuación:

### La economía como ciencia histórica[2]
Ya que la economía es una creación del hombre desde varios siglos atrás, ésta y la historia llevan una estrecha relación pues como todo tiene sus antecedentes y además siendo una ciencia social, ésta va siempre de la mano del hombre y su historia en sociedad. Si la sociedad cambia a través del tiempo y la economía es una ciencia social, también es una ciencia histórica, pues, se adapta a cada época.

### Economía y administración[2]
Se relaciona con la administración ya que ambas estudian variables y se encarga de la administración de bienes, estudia la oferta y la demanda, costos e ingresos, aspectos financieros, utilidades, recursos humanos entre otras cosas, la misma idea puede aplicar a otras ciencias como lo son las matemáticas y contaduría como forma de contabilizar y suministrar bienes, utilidades, recursos humanos, aspectos financieros, etc.

### Economía y ciencias exactas[2]
La economía se apoya en cantidades, métodos y técnicas de las matemáticas para resolver problemas, ejemplo de esto es el surgimiento de ciertas ciencias económicas como lo son la econometría y la estadística.

### Economía y psicología[2]
La psicología se encarga de estudiar el comportamiento de los individuos y tanto la economía como la psicología estudian al hombre bajo diferentes enfoques pues se intenta descubrir que es lo que hace al ser humano un consumidor, vendedor y por qué es que actúa de cierta forma con respecto a mercancía. Se encarga del estudio de la psique del hombre en un medio económico.

### Economía y sociología[2]
La sociología como su nombre lo indica, estudia a la sociedad y por consecuente a las actividades económicas del hombre por ser una creación del mismo, pues para conocer y estudiar la economía es necesario haber evaluado previamente las diferentes estructuras sociales de los pueblos y así poder ofrecerles el mercado que mejor se adapte a sus necesidades y deseos.

### Economía y derecho[2]
Por otro lado, el derecho ha creado múltiples leyes para que todo lo relacionado con manipulación de bienes sea legal y pueda llevarse a cabo lo más pacífica y correctamente posible.